# Плоцьке (Брянська область)
Плоцьке — хутір у Стародубському муніципальному окрузі Брянської області Росії.

## Географія
Знаходиться в південній частині Брянської області на відстані приблизно 3 км на південний захід по прямій від районного центру міста Стародуб.

## Історія
Згадується з кінця XVIII століття як хутір Плоский (Плоске). У середині XX століття працював колгосп «Червоний партизан». У 1859 році тут (хутір Стародубського повіту Чернігівської губернії) числилося 5 дворів, у 1892 році — 14. До 2019 року населений пункт входив до складу Занківського сільського поселення, з 2019 по 2020 до складу Понурівського сільського поселення Стародубського району до їх скасування.

## Населення
Чисельність населення: 25 осіб (1859 рік), 50 осіб (1892), 107 осіб у 2002 році (росіян 100 %), 93 осіб у 2010 році.